# Chính sách thị thực của Saint Lucia

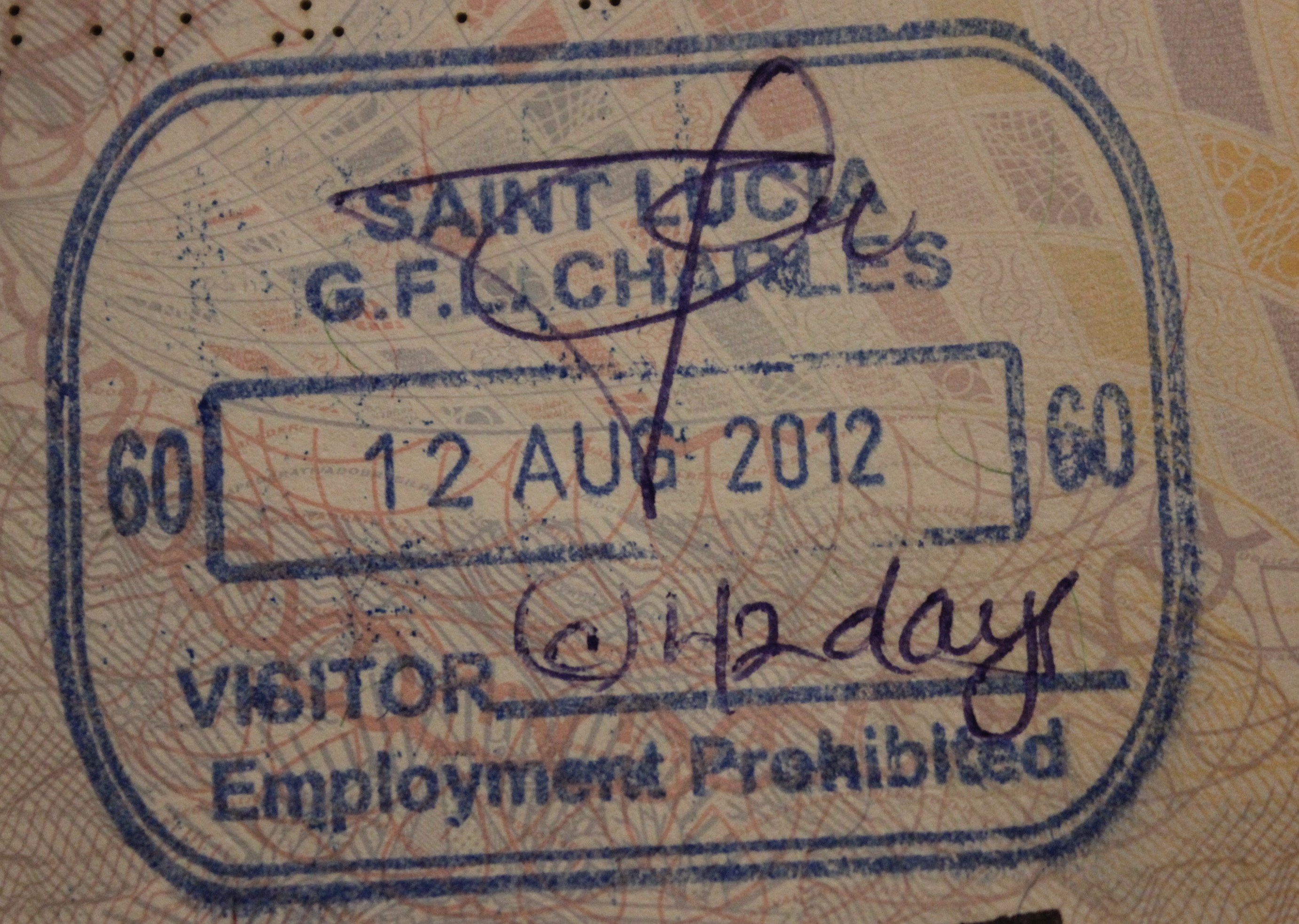
Saint Lucia entry stamp

Du khách đến Saint Lucia phải xin thị thực trừ khi họ đến từ một trong những quốc gia được miễn thị thực. Tất cả du khách phải có hộ chiếu có hiệu lực 6 tháng.
Hành khách trên tàu du lịch đến Saint Lucia được miễn thị thực một ngày.
Saint Lucia ký thỏa thuận miễn thị thực song phương với  Liên minh Châu Âu vào ngày 28 tháng 5 năm 2015 và được thông qua ngày 15 tháng 12 năm 2015. Thỏa thuận này cho phép công dân tất cả các quốc gia liên quan đến Khối Schengen để ở lại không cần thị thực tối đa 90 ngày trong mỗi chu kỳ 180 ngày.
Công dân của các quốc gia OECS và Pháp có thể đến với thẻ căn cước thay cho hộ chiếu.

## Bản đồ chính sách thị thực

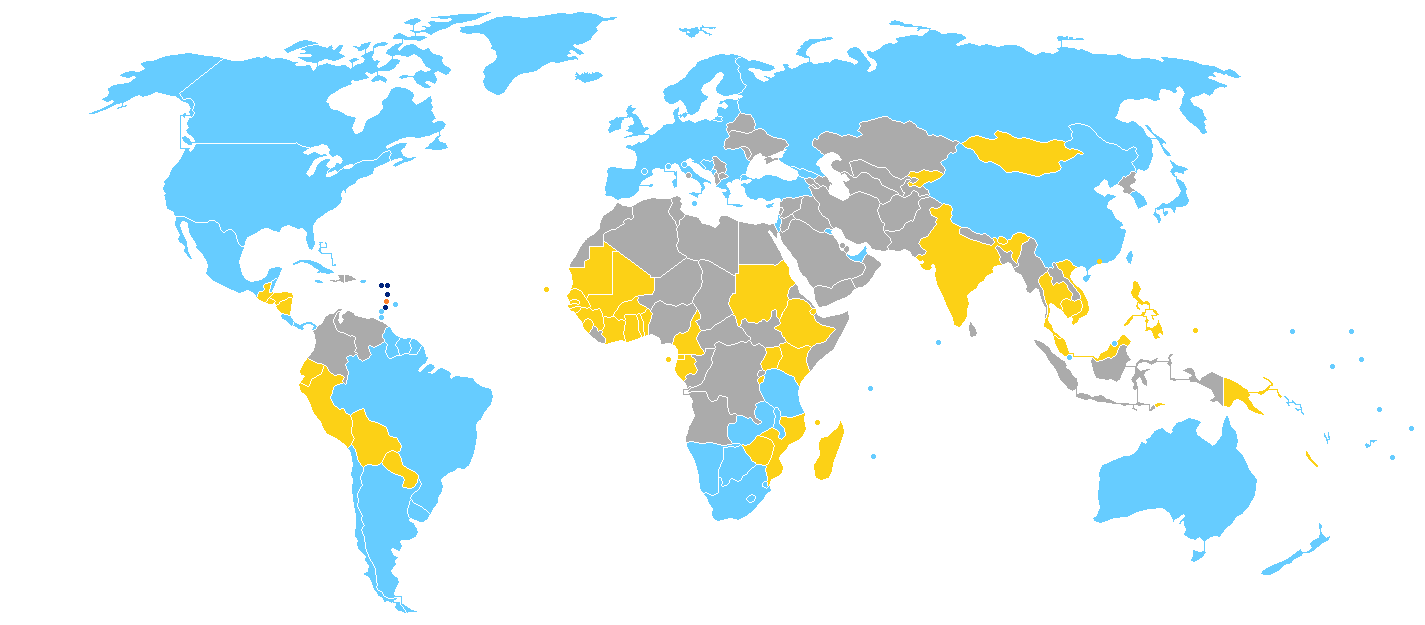
Chính sách thị thực của Saint Lucia
Saint Lucia
Miễn thị thực
Thị thực tại cửa khẩu

## Miễn thị thực
Công dân của các quốc gia OECS được đi lại tự do, còn công dân  Liên minh Châu Âu / EFTA  có thể đến Saint Lucia mà không cần thị thực tối đa 90 ngày trong mỗi chu kỳ 180 ngày. Thẻ căn cước của các quốc gia OECS và Pháp được chấp nhận thay hộ chiếu.
Công dân của 57 quốc gia và vùng lãnh thổ sau (trừ những lãnh thổ của Anh và Hà Lan được liệt kê riêng theo chính sách của Chính phủ Saint Lucia) có thể đến Saint Lucia không cần thị thực lên đến 6 tuần:
| - Andorra - Anguilla - Argentina - Aruba - Úc - Bahamas - Barbados - Belize - Bermuda - Bonaire - Bosna và Hercegovina - Botswana - Brasil - Brunei - Canada - Quần đảo Cayman - Chile - Costa Rica - Cuba - Curacao - Fiji - Gruzia - Gibraltar - Guernsey - Guyana | - Hồng Kông - Ireland - Đảo Man - Israel - Jamaica - Nhật Bản - Jersey - Kiribati - Hàn Quốc - Kuwait - Lesotho - Malawi - Maldives - Quần đảo Marshall - Mauritius - Mexico - Micronesia - Monaco - Montenegro - Montserrat - Namibia - Nauru - New Zealand - Panama - Nga | - Saba - Samoa - San Marino - Seychelles - Singapore (15 ngày) - Sint Eustatius - Quần đảo Solomon - Nam Phi - Suriname - Swaziland - Đài Loan - Tanzania - Tonga - Trinidad và Tobago - Thổ Nhĩ Kỳ - Quần đảo Turks và Caicos - Tuvalu - Các Tiểu vương quốc Ả Rập Thống nhất (60 ngày) - Anh Quốc - Hoa Kỳ - Uruguay - Vanuatu - Venezuela - Zambia |  |

Công dân của 50 quốc gia và vùng lãnht hổ sau có thể xin thị thực tại cửa khẩu có hiệu lực 6 tuần:
| - Samoa thuộc Mỹ - Benin - Bhutan - Bolivia - Burkina Faso - Burundi - Campuchia - Cameroon - Cabo Verde - Comoros - Bờ Biển Ngà - Djibouti - Ecuador - El Salvador - Guinea Xích Đạo - Ethiopia - Gabon | - Gambia - Ghana - Guatemala - Guinea - Guinea-Bissau - Honduras - Ấn Độ - Kenya - Kyrgyzstan - Macao - Madagascar - Malaysia - Mali - Mauritania - Mông Cổ - Mozambique - Nicaragua | - Palau - Palestine - Papua New Guinea - Paraguay - Peru - Philippines - Sao Tome và Principe - Senegal - Sierra Leone - Sudan - Thái Lan - Đông Timor - Togo - Uganda - Việt Nam - Zimbabwe |  |